# Pontifex maximus
Vrhovni svećenik u antičkom Rimu, najviša pozicija u rimskoj religiji dostupna samo članovima plemstva. Danas je to jedna od titula rimskih biskupa.